# زمین‌لرزه ۱۹۱۱ کبین
زمین‌لرزه کبین  در تاریخ ۳ ژانویه ۱۹۱۱ میلادی، برابر با ‎۱۲ دی ۱۲۸۹، ساعت ۲۳:۲۵:۴۵ به زمان یوتی‌سی در قزاقستان ، منطقه کبین رخ داد. بزرگی آن ۷٫۸ در مقیاس Mw اعلام شده‌است. زمین‌لرزه به وقت محلی در روز چهارشنبه، ساعت ۵ روی داده و منطقه زمانی آن یوتی‌سی +۶ بوده‌است .
سازمان زمین‌شناسی آمریکا نیز جای این زمین‌لرزه را در مختصات ۴۳°۳۰′شمالی ۷۷°۳۰′شرقی / ۴۳٫۵°شمالی ۷۷٫۵°شرقی و بزرگی آنرا برابر با ۷٫۷ در مقیاس ریشتر اعلام کرده‌است. ژرفای گزارش شده از سوی این سازمان ۲۵ کیلومتر می‌باشد.
شمار کشتگان زلزله حدود ۴۵۰ نفر بوده‌است.